# 岡山県道464号服部射越線
岡山県道464号服部射越線（おかやまけんどう464ごう はっとりいこしせん）は、岡山県瀬戸内市から岡山市東区に至る一般県道である。

## 概要
瀬戸内市長船町服部と岡山市東区西大寺射越を結ぶ。

### 路線データ
- 起点：岡山県瀬戸内市長船町服部（服部交差点、岡山県道69号西大寺備前線交点、岡山県道264号福里八日市線上）
- 終点：岡山県岡山市東区西大寺射越（雄川橋（おがわばし）東詰交差点、岡山県道224号瀬西大寺線交点）
- 総延長：7.6 km

## 歴史
- 1995年（平成7年）7月1日 - 岡山県告示第426号により認定される。
- 2004年（平成16年）11月1日 - 邑久郡の全3町（牛窓町・邑久町・長船町）が対等合併して瀬戸内市が発足したことに伴い起点の地名表記が変更される（邑久郡長船町服部→瀬戸内市長船町服部）。

## 路線状況
岡山県発行の資料によると起点は瀬戸内市長船町八日市・岡山県道264号福里八日市線交点になっている。なぜ八日市射越線にしなかったのかははっきりしない。

### 重複区間
- 岡山県道264号福里八日市線（瀬戸内市長船町服部・服部交差点（起点） - 瀬戸内市長船町長船・八日市交差点）
- 国道2号・国道250号（瀬戸内市長船町長船・八日市交差点 - 瀬戸内市長船町八日市・備前大橋東交差点）

## 地理

### 通過する自治体
- 瀬戸内市
- 岡山市（東区）

### 交差する道路
| 交差する道路                                                                       | 市町村名 | 市町村名 | 交差する場所 | 交差する場所                          |
| ---------------------------------------------------------------------------------- | -------- | -------- | ------------ | ------------------------------------- |
| 岡山県道69号西大寺備前線 岡山県道264号福里八日市線 重複区間起点                    | 瀬戸内市 | 瀬戸内市 | 長船町服部   | 服部交差点 / 起点                     |
| 国道2号 重複区間起点 国道250号 重複区間終点 岡山県道264号福里八日市線 重複区間終点 | 瀬戸内市 | 瀬戸内市 | 長船町長船   | 八日市交差点                          |
| 国道2号 重複区間終点 国道250号 重複区間終点                                        | 瀬戸内市 | 瀬戸内市 | 長船町八日市 | 備前大橋東交差点                      |
| 岡山県道83号飯井宿線                                                               | 瀬戸内市 | 瀬戸内市 | 長船町福岡   | 邑上橋（ゆうじょうばし）東交差点      |
| 岡山県道224号瀬西大寺線                                                            | 岡山市   | 東区     | 西大寺射越   | 雄川橋（おがわばし）東詰交差点 / 終点 |

### 交差する鉄道
- 赤穂線

### 沿線
- 瀬戸内市立行幸小学校
- 吉井川
- 長船カントリークラブ